# Похвиснев, Фёдор Иванович
Фёдор Иванович Похвиснев (Похвистнев) (1755(?) — 1813) — поручик правителя Иркутского наместничества; действительный статский советник.

## Биография
Происходил из старинной дворянской фамилии Похвисневых. В записи метрической книги о смерти в 1813 году указан возраст 70 лет. Петербургский некрополь, указывая годом рождения 1755-й, указывает, что умер он в 1813 году на 59 году жизни.
В службе с 1772 года; 1 января 1791 года был из гвардии поручиков произведён в полковники и в 1792 году назначен поручиком правителя Иркутского наместничества; в 1797 году был пожалован в статские советники, а в 1799 году был в той же должности, но уже в чине действительного статского советника.
Выйдя затем в отставку, в феврале 1801 года был назначен членом в Экспедицию государственного хозяйства, опекунства иностранных и сельского домоводства, — учреждение, образованное в 1797 году и принесшее немало пользы в короткое время своего существования (было закрыто в 1803 году). До 24 мая 1805 года был управляющим Экспедицией для заготовления гербовой, вексельной и для заемных писем бумаги, а затем занимал должность управляющего Казначейством для остаточных в Государстве сумм, с которой окончательно вышел в отставку. Награждён орденом Св. Владимира 3-й степени 29 января 1811 года.
Умер в Санкт-Петербурге в начале 1813 года: 10 января — по сведениям «Русского биографического словаря А. А. Половцова»; 10 февраля — по сведениям Петербургского некрополя;  12 февраля — по записи в метрической книге. Погребён на Смоленском православном кладбище.
Был женат на дочери Р. Е. Татищева, Александре Ростиславовне. Их сын, Иван Фёдорович Похвиснев, в 1824 году при усадьбе Константиново завёл первую в Подмосковье бумагопрядильную фабрику.